# نهائي بطولة اتحاد غرب آسيا تحت 23 سنة 2023
نهائي بطولة اتحاد غرب آسيا تحت 23 سنة 2023، هي المباراة النهائية لبطولة غرب آسيا تحت 23 سنة وهي النسخة الرابعة من بطولة اتحاد غرب آسيا تحت 23 سنة والتي أقيمت في العراق في مدينتي بغداد وكربلاء. أقيمت المباراة النهائية على ملعب المدينة بين منتخبي العراق وإيران. استطاع منتخب العراق الفوز بلقبه الأول بعد الفوز على إيران 4–5 بفارق ركلات الترجيح.
فاز منتخب العراق لأول مرة في تاريخه بعد إن تغلب على نظيره الإيراني بفارق ركلات الترجيح بعد انتهاء الوقت الأصلي للمباراة (1–1) حيث تقدم المنتخب الإيراني بالنتيجة بعد أن سجل لاعب منتخب إيران حسين كودرزي في الدقيقة 30 عن طريق ضربة ركنية، ليعدل النتيجة بعدها لاعب منتخب العراق حسين عبد الله ويسجل هدف التعادل في الوقت بدل الضائع من الشوط الأول (2+45) لينتهي الشوط الأول بالتعادل بينهما. فيما كان الشوط الثاني خالي من الأهداف لذا تم حسم المباراة بالركلات الترجيحية وفاز منتخب العراق باللقب لأول مرة في تاريخه بعد إن انتهت النتيجة بفارق ركلات الجزاء الترجيحية 4–5.

## آراء على هدف العراق
يرى البعض إن هدف التعادل للعراق الذي جاء عن طريق اللاعب حسين عبد الله هو بالأصل سجله اللاعب بلند حسن، لأن الكرة دخلت في الشباك لكن قام الحارس الإيراني بصدها لتبدو وكأنها لم تدخل و في قانون كرة القدم يجب أن تدخل الكرة بكامل محيطها ليعتبر أنه هدف، وبعد ذلك رجعت الكرة للّاعب الآخر وقام بالإنهاء وتسجيل الهدف، لكن بعدها صرّح حسين عبد الله بأنه بعد انتهاء الشوط الأول وبفترة الإستراحة قام بسؤال حكم الراية عن مسجل الهدف وقال بأنّ أنت —حسين عبد الله— سجلت الهدف. لِيرد بعدها بلند حسن وقال بأنه غير مهتم بمن سجل الهدف، نحن فريق واحد والأهم هو فوز العراق.